# 北条 (館山市)
北条（ほうじょう）は、千葉県館山市の地名。丁番を持たない単独町名で、郵便番号は294-0045。

## 地理
市内中央やや北東寄り、館山湾岸沿いの砂丘列台地上に位置する。地内は館山市の中心市街地で、館山市役所やJR館山駅、商業施設等が所在する。館山湾に面した西側には海水浴場として知られる北条海岸が広がり、北東部には水田も見られる。
北で八幡・湊、東で高井・上野原・安布里、南東で大網、南で下真倉・長須賀・新宿とそれぞれ接する（いずれも館山市）。また、南部の長須賀地内（北緯34度59分12秒 東経139度51分50秒）と北部の湊・高井の境界上（北緯35度0分28秒 東経139度52分19秒）の2箇所に飛地が存在し、地内北部には湊の飛地が存在する。

### 河川
- 汐入川 - 南西部で面しており、長須賀および新宿との境界をなす。

### 海岸
- 北条海岸

### 海洋
- 館山湾

## 歴史
平安時代後期の律令郡制解体に伴い、安房郡が分割されて成立した国衙領の所領単位のひとつと推定されている。当地と対になる「南条」の地名も市内に存在する。

### 沿革
- 戦国時代 - 鶴谷八幡宮の所在地として「安房州北条」の名が見られる[4]。
- 江戸時代 - 安房郡[注 1]北条村成立。成立当初は里見氏領[4]。
  - 1615年（元和元年） - 幕府領[4]。
  - 以降 - 北条藩領、忍藩領、三上藩領[4]。
  - 1639年（寛永16年） - 湊村を分村[4]。
- 1868年（明治元年） - 上野原村・新宿町が分立[4]。
- 1873年（明治6年） - 北条村、千葉県に所属[4]。
- 1889年（明治22年）4月1日 - 町村制施行により安房郡北条町大字北条となる[4]。
- 1919年（大正8年）5月24日 - 国鉄北条線安房北条駅（現：JR東日本内房線館山駅）が開業[4]。
- 1931年（昭和6年）3月5日[注 2] - 千葉県立安房高等女学校（後の千葉県立安房南高等学校）が地内に移転[4]。
- 1933年（昭和8年）4月18日 - 北条町が安房郡館山町と合併して安房郡館山北条町が成立、同町の大字となる。
- 1939年（昭和14年）11月3日 - 館山北条町が安房郡那古町、安房郡船形町と合併して館山市が成立、同市の大字となる。
- 1954年（昭和29年） - 海岸道路が完成[4]。
- 2008年（平成20年）4月 - 千葉県立安房南高等学校が千葉県立安房高等学校（八幡に所在）と統合。
- 2021年（令和3年）4月 - 館山市立第三中学校が館山市立第二中学校（wikidata）（長須賀に所在）と統合、館山市立館山中学校設立（館山市立第二中学校の校舎を使用）。
- 2025年（令和7年）春 - 館山市立第三中学校跡地に館山市立館山中学校新校舎が開設予定[5]。

## 世帯数と人口
2023年（令和5年）8月1日現在の世帯数と人口は以下の通りである。
| 大字 | 世帯数    | 人口    |
| ---- | --------- | ------- |
| 北条 | 3,077世帯 | 5,781人 |

## 小・中学校の学区
市立小・中学校に通う場合、学区は以下の通りとなる。
| 番地 | 小学校             | 中学校             |
| ---- | ------------------ | ------------------ |
| 全域 | 館山市立北条小学校 | 館山市立館山中学校 |

## 交通

### 鉄道
- JR内房線 - 館山駅

### バス
- JRバス関東
  - 南房州本線 館山駅行・安房白浜駅行
  - 洲の崎線 館山駅行・休暇村館山前行・伊戸漁港行・平砂浦海岸行・相の浜行
- 日東交通
  - 館山市内線 館山航空隊行・なむや行・小浜行
  - 館山鴨川線 館山駅行・亀田病院行
  - 館山・千倉・白浜線 館山駅行・安房白浜駅行
  - 豊房線 館山駅行・安房白浜駅行
  - 丸線 館山駅行・川谷行・細田行
  - 平群線 館山駅行・平群車庫行
- 高速バス
  - 房総なのはな号（JRバス関東・日東交通） 東京駅行・館山駅行・安房白浜駅行・伊戸漁港行（一部の便は館山駅から上記のJRバス関東の路線バスとして運行）
  - 新宿なのはな号（JRバス関東・日東交通）バスタ新宿行・館山駅行・休暇村前行
  - 南総里見号（ちばシティバス・日東交通） 千葉みなと駅行・安房白浜駅行
  - 館山 - 羽田空港・横浜線（京浜急行バス・日東交通） 羽田空港行・横浜駅東口行・館山駅行

### 道路
いずれの路線も当地内を起点としている。
- 国道
  - 国道127号（館山バイパス）
  - 国道128号
  - 国道297号 - 地内では国道128号と重複
  - 国道410号
    - 南総館山大橋
- 県道
  - 千葉県道271号館山停車場線
  - 千葉県道302号館山富浦線（国道127号旧道）

## 施設
- 館山市役所
- 館山市図書館（wikidata）
- 館山警察署
- 安房郡市消防本部 館山消防署
- 館山郵便局
- 館山税務署
- 千葉県南総文化ホール
- 館山市コミュニティセンター（中央公民館）
- 館山市立北条小学校（wikidata）
- 千葉県立館山総合高等学校
- 千葉県安房西高等学校
- 医療法人徳洲会 館山病院
- 館山信用金庫 本店
- 千葉銀行 館山支店
- ケーズデンキ 館山店
- ファッションセンターしまむら 館山店
- ワークマン 館山バイパス店
- おどや スーパーセンター館山店
- おどや 北条店
- 眼鏡市場 館山店 - 北部の飛地内に所在。
- 北条中央公園
- 北条桟橋
- 富士見桟橋

## 史跡
- 塩蔵寺
- 金台寺
- 諏訪神社
- 神明神社
- 蛭子神社

## ギャラリー

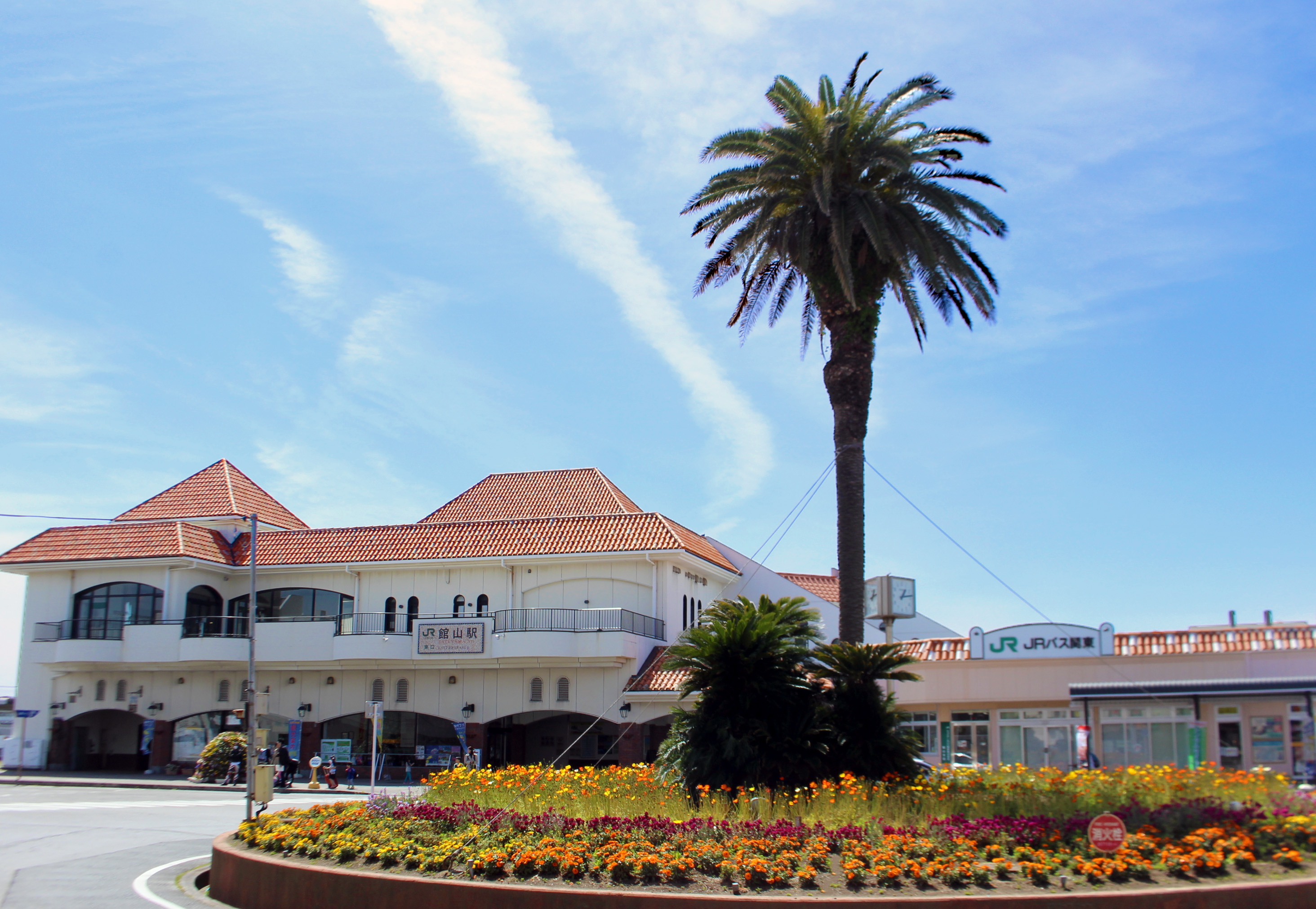
館山駅東口
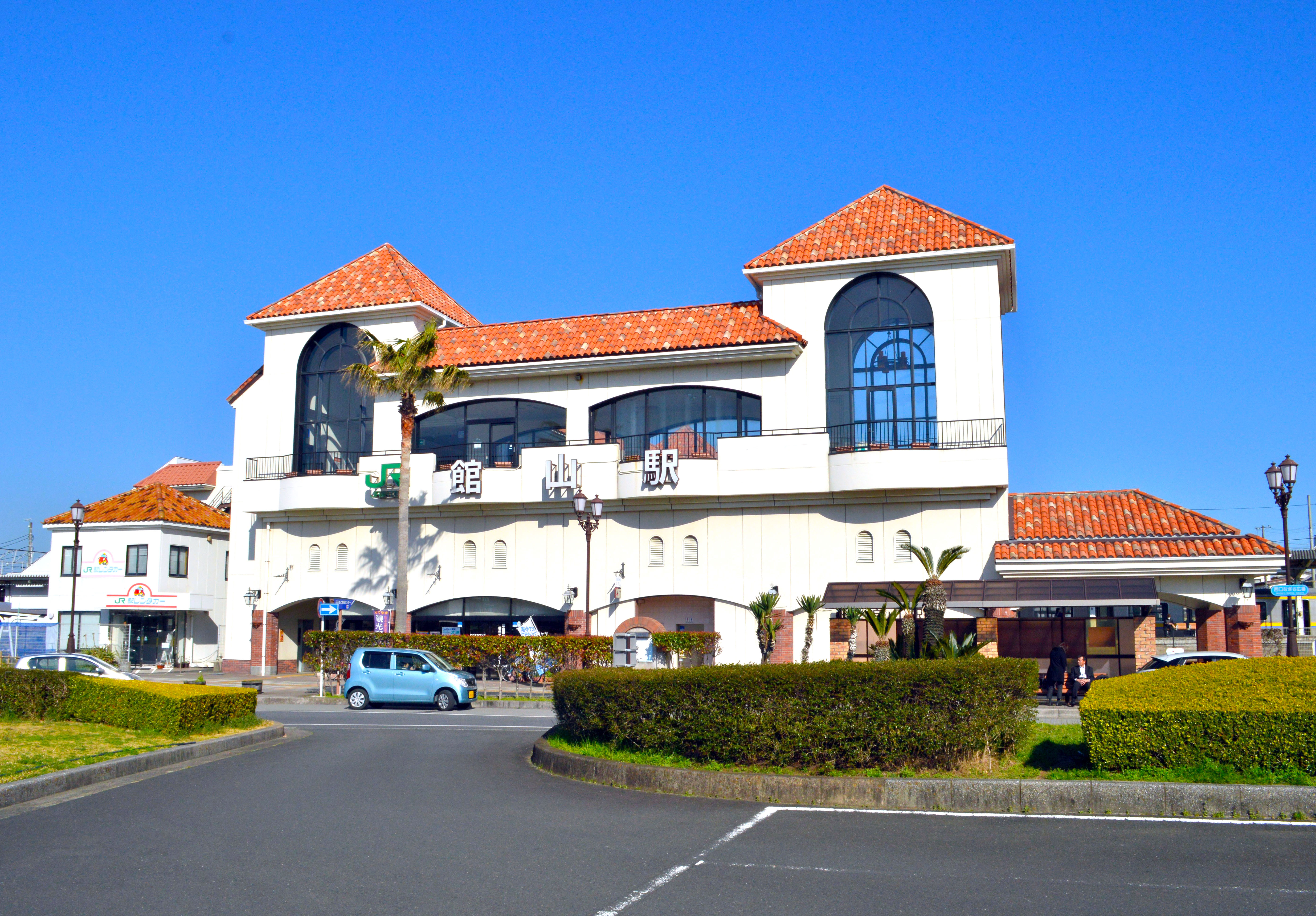
館山駅西口
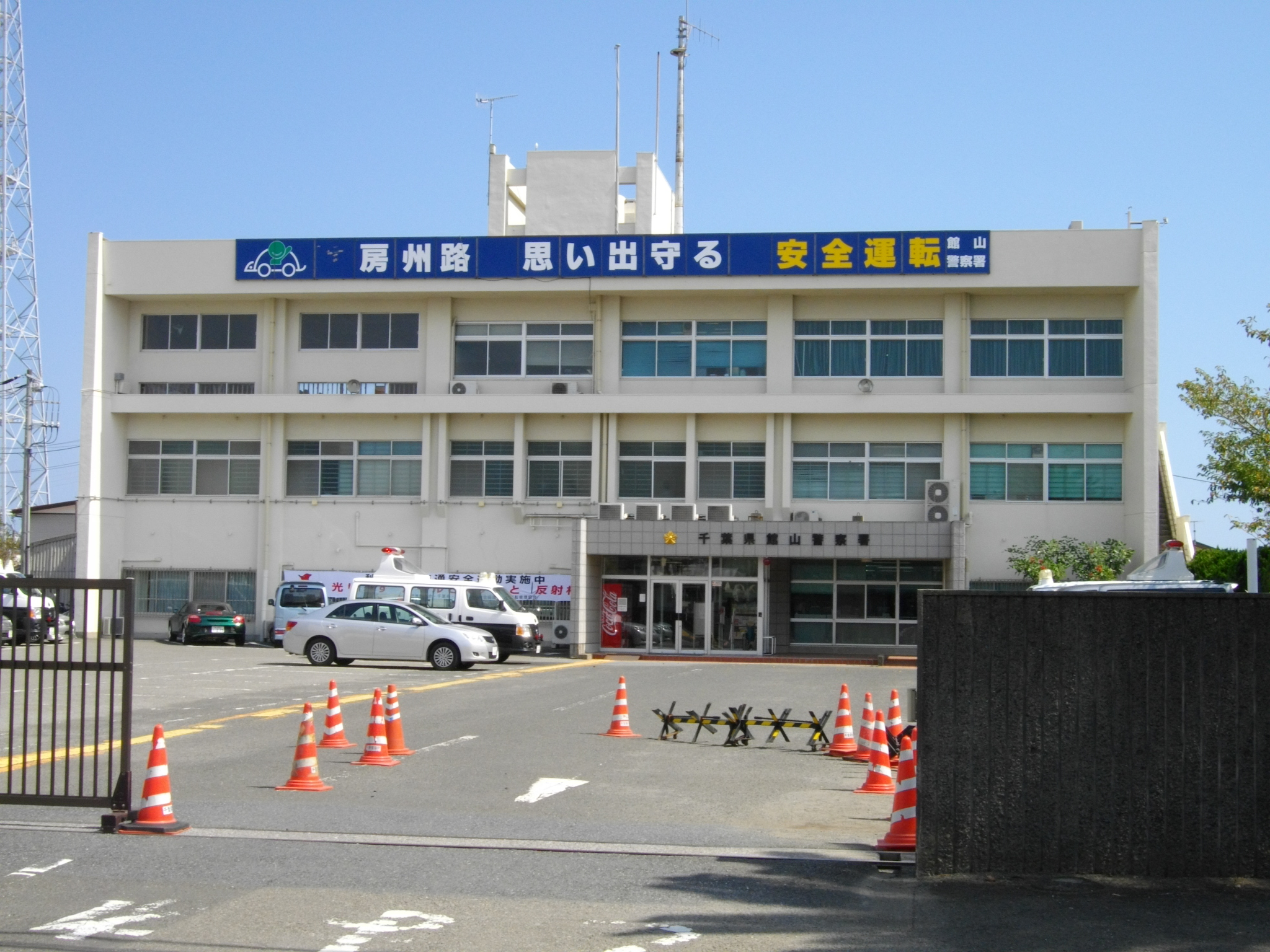
館山警察署
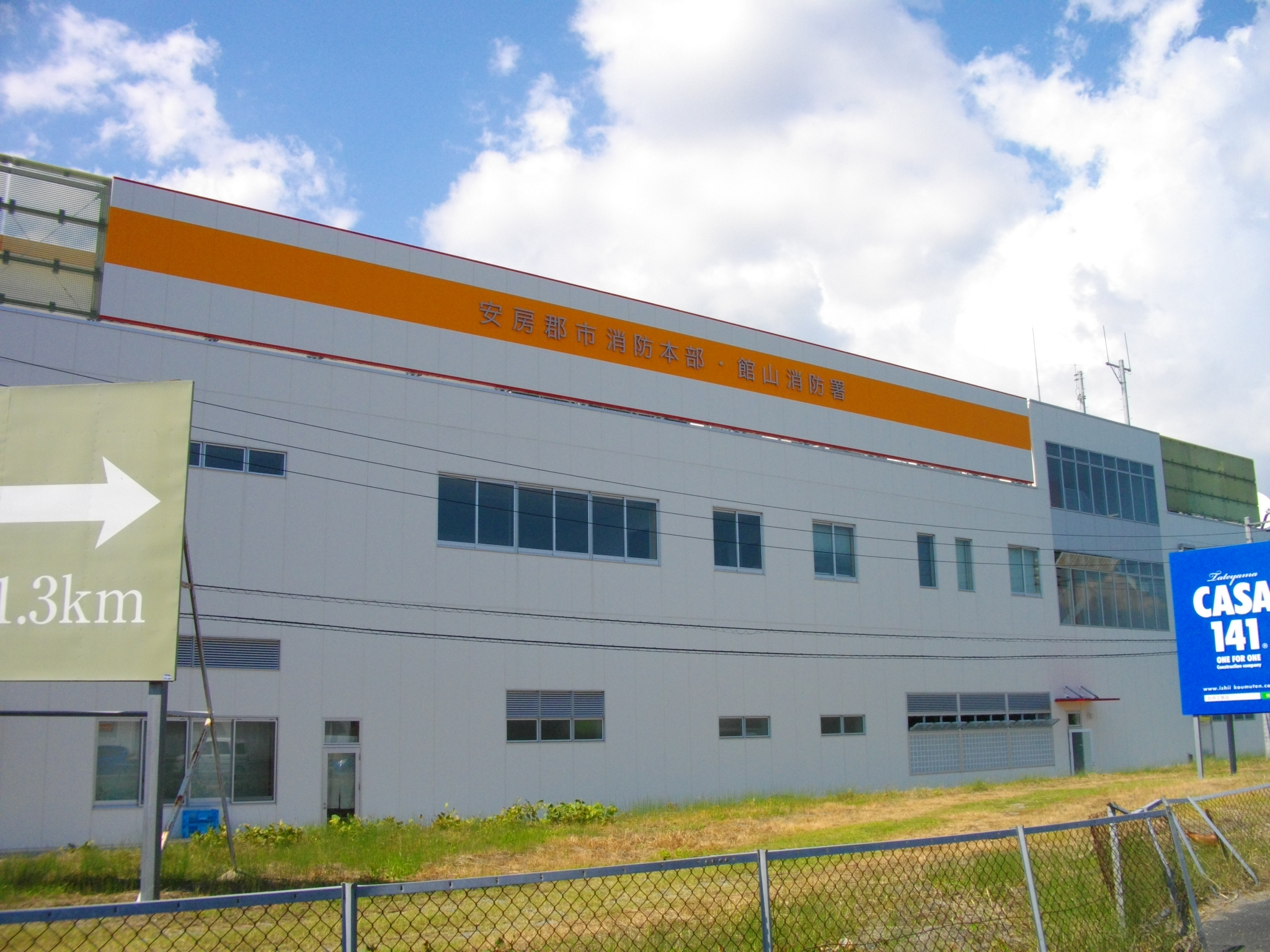
安房郡市消防本部・館山消防署
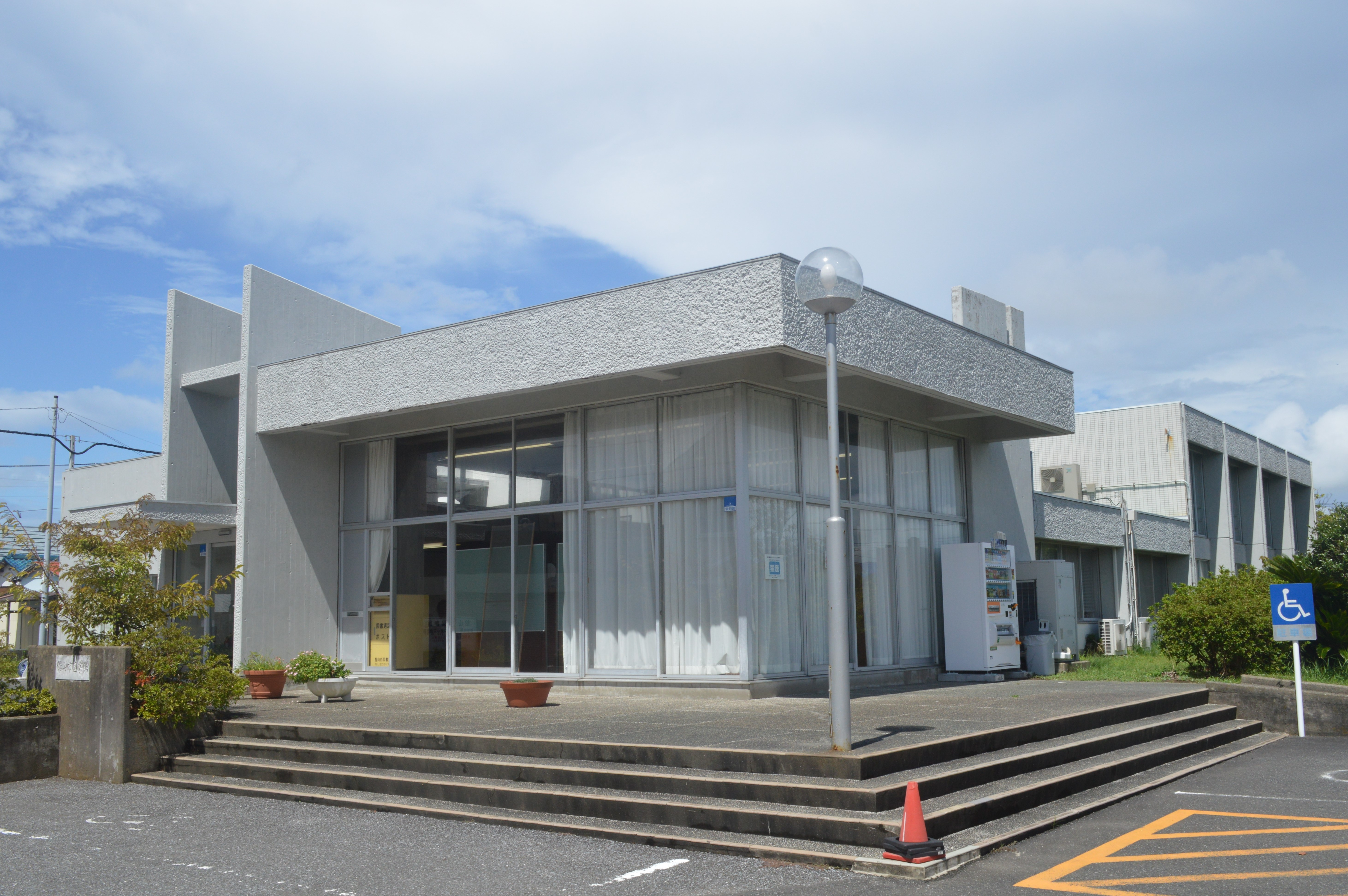
館山市図書館
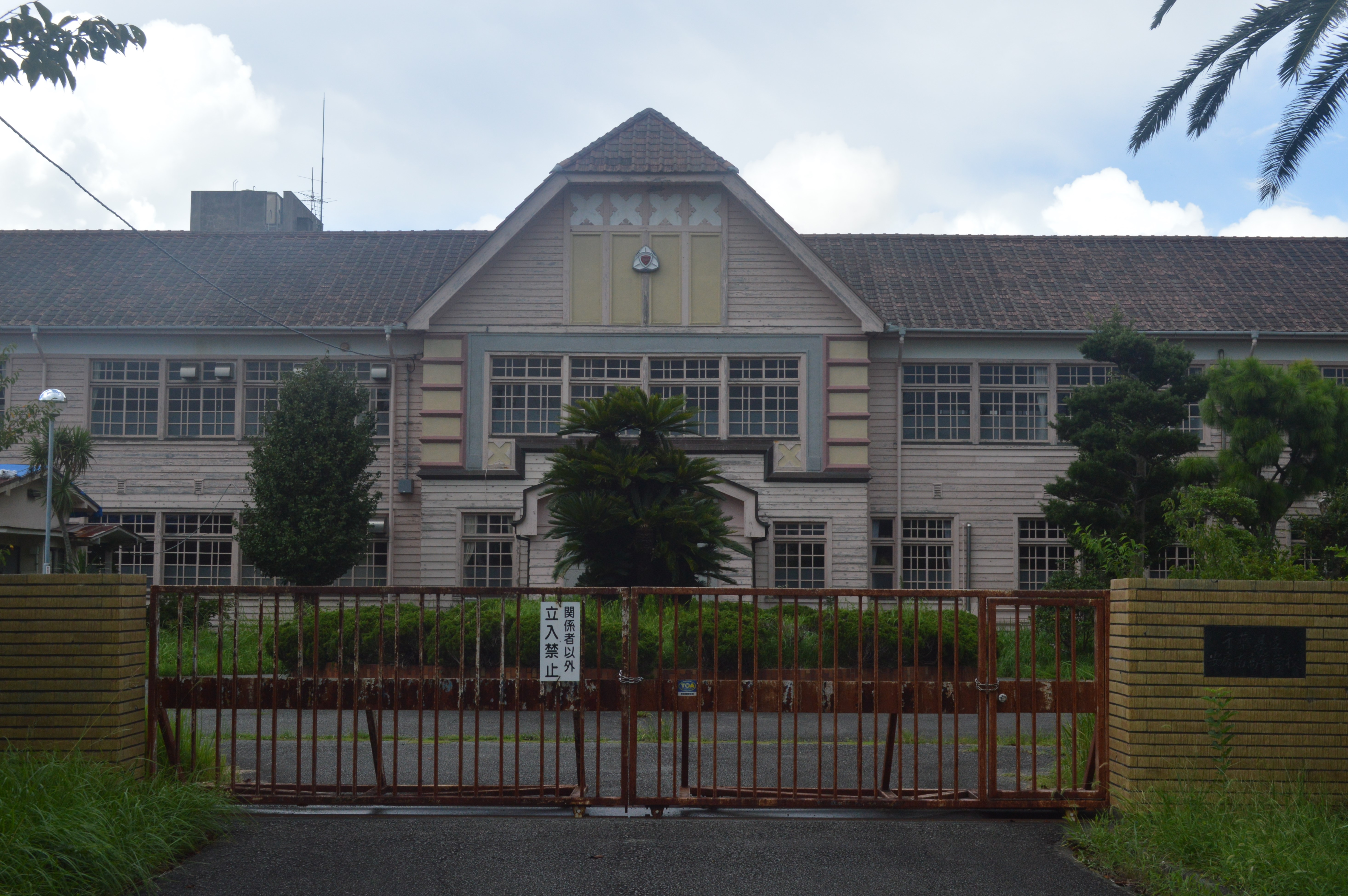
千葉県立安房南高等学校旧第一校舎
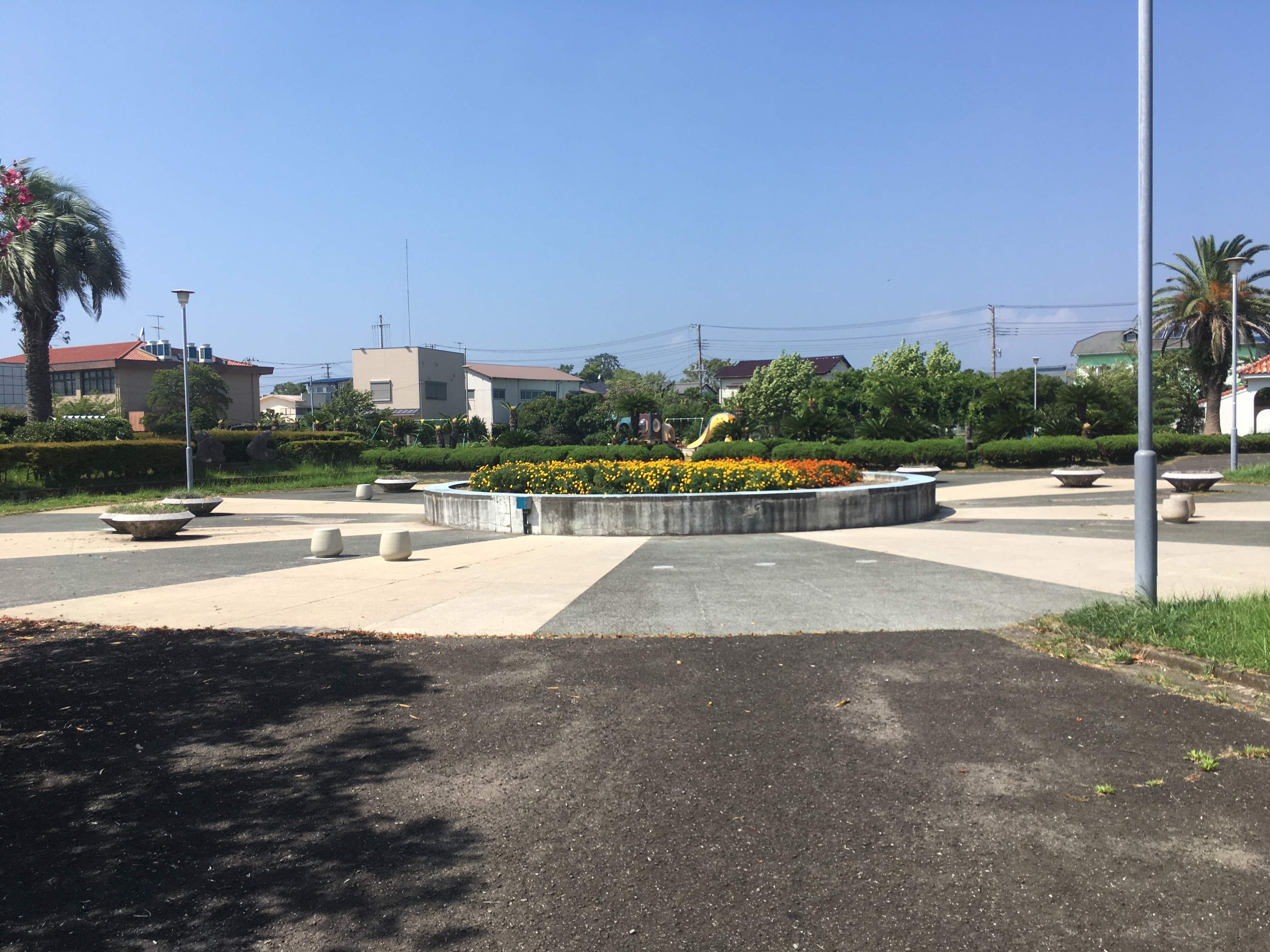
北条中央公園
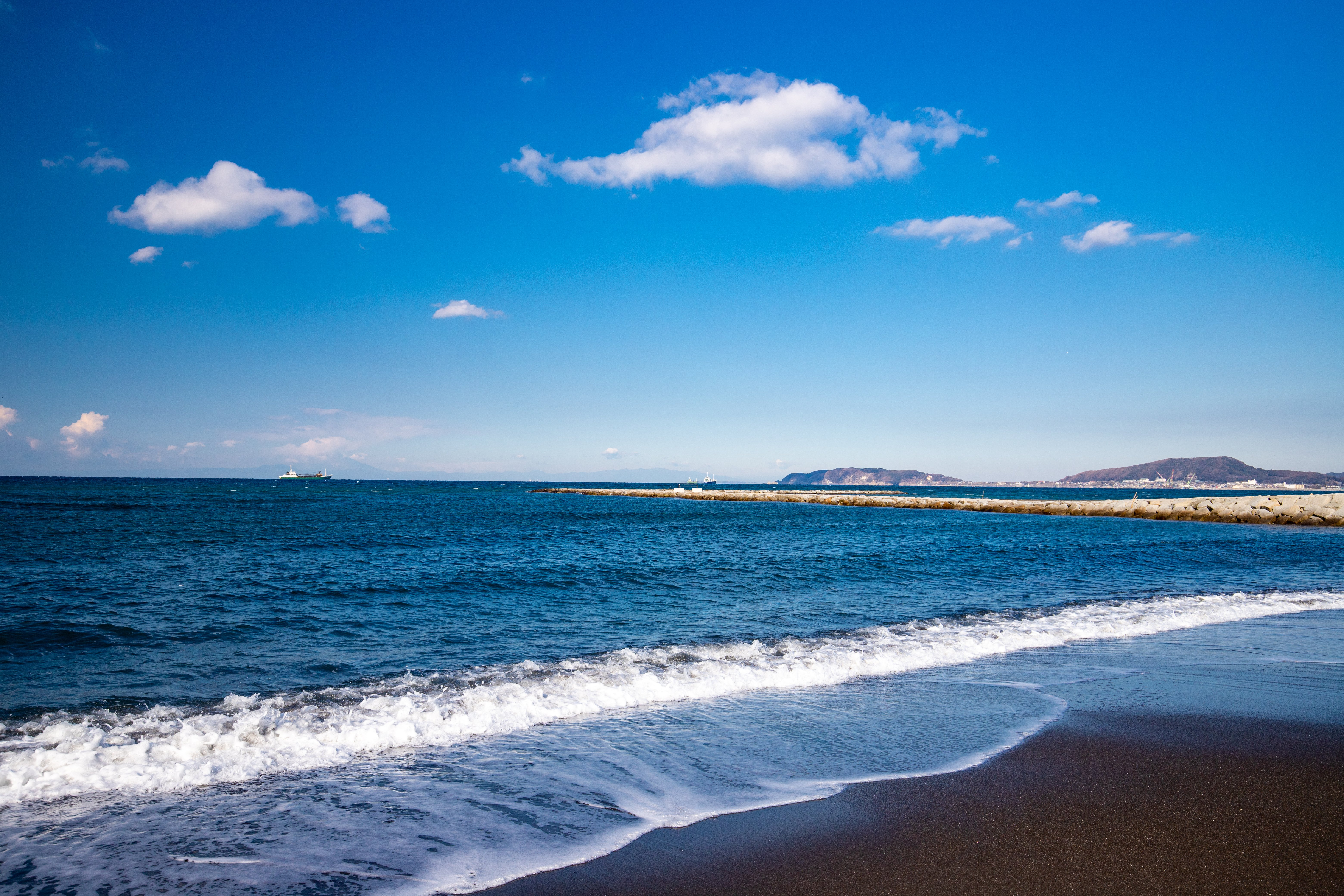
北条海岸